# Erythroxylum mannii
Erythroxylum mannii är en tvåhjärtbladig växtart som beskrevs av Daniel Oliver. Erythroxylum mannii ingår i släktet Erythroxylum och familjen Erythroxylaceae. Inga underarter finns listade i Catalogue of Life.